# Кичигіно (Челябінська область)
Кичигіно (рос. Кичигино) — село у Увельському районі Челябінської області Російської Федерації.
Входить до складу муніципального утворення Кичигинське сільське поселення. Населення становить 2523 особи (2010).

## Історія
Від 1924 року належить до Увельського району Челябінської області.
Згідно із законом від 17 вересня 2004 року органом місцевого самоврядування є Кичигинське сільське поселення.

## Населення
| 2002 | 2010  |
| ---- | ----- |
| 2462 | ↗2523 |